# Macrobrachium potiuna
Macrobrachium potiuna, também chamado vulgarmente de pitu, potiúna e camarão-d’água-doce, é um camarão da família dos palemonídeos (Palaemonidae). É endêmico da América do Sul. No Brasil, em 2005, foi classificado como vulnerável na Lista de Espécies da Fauna Ameaçadas do Espírito Santo; e em 2018, como pouco preocupante na Lista Vermelha do Livro Vermelho da Fauna Brasileira Ameaçada de Extinção do Instituto Chico Mendes de Conservação da Biodiversidade (ICMBio).

## Etimologia
Potiúna, nome popular da espécie, vem da língua tupi, significando camarão (potĩ) escuro, ou negro (una).
Macrobrachium, por sua vez, vem do grego makros (longo, grande) e brakhion (braço).
Pitu, de acordo com o Dicionário Histórico das Palavras Portuguesas de Origem Tupi (DHPT), vem do tupi pi'tu no sentido de "espécie de camarão". Para Antenor Nascentes, por sua vez, derivou do tupi pï'tu ("casca escura"). Foi citado a primeira vez em 1817 como pitú.